# Bata (Egyenlítői-Guinea)
Bata egy kikötőváros Litoral tartományban, egyben a legnagyobb város Egyenlítői-Guineában. Az Atlanti-óceánon fekszik, Río Muni tengerpartján. Bata volt Egyenlítői-Guinea ideiglenes fővárosa, és egyben kereskedelmi csomópont is, azáltal, hogy kompok egészen Malabóig és Doualaig hajóztak, noha a pilóták a batai repülőtérig is leszálltak. Bata ismert még az éjszakai életéről, és a szupermarketjéről is. A 2015-ös afrikai nemzetek kupája néhány mérkőzését itt rendezték meg.

## Történelem és gazdaság
Batának van az egyik legmélyebb tengeri kikötője. Ennek ellenére, a városnak nincs természetes kikötője, és egy kikötőgátat is építettek, megkönnyítve a hajóknak e nyílt tengeren való teheráru szállítását. A legfontosabb szállítmányok a farönk és a kávé. A nemzetközi légikikötőnél, a batai repülőtérnél több állomás is, köztük Malabóig, és Libreville-ig, Gabon fővárosáig. Bata, akárcsak Malabo, illetve az ország legtöbb részén is, rengeteg, tengerre néző hotellel büszkélkedik, mint például a Hotel Panafrica.

### Modern történelem
Az 1969-es spanyolelleni támadás után, Batában csökkent az európai népesség, és súlyos gazdasági válság érte az 1970-es évekre, és az 1990-es évekre fejlettsége is csökkent.

## Oktatás
A Colegio Nacional Enrique Nvó Okenve egyetemi területe itt és Malabóban található.

## Repülőtér
A Batai repülőtér a város északi részén található.

## Fordítás
- Ez a szócikk részben vagy egészben  a   Bata, Equatorial Guinea című angol Wikipédia-szócikk fordításán alapul.  Az eredeti cikk szerkesztőit annak laptörténete sorolja fel. Ez a jelzés csupán a megfogalmazás eredetét és a szerzői jogokat jelzi, nem szolgál a cikkben szereplő információk forrásmegjelöléseként.